# Alexander Douglas (Politiker)
Sir Alexander Douglas of Eagleshay († Januar 1718) war ein schottischer Laird und Politiker.

## Familie
Er entstammte einer Nebenlinie der Familie Douglas und war der erstgeborene Sohn von William Douglas of Spynie. Aus dem Nachlass seiner Mutter Marjorie Mentieth wurde er Gutsherr der Insel Eagleshay. Am 12. April 1685 heiratete er Janet Scot († nach 1718), Witwe des Alexander Cruickshanks of Waristoun. Mit ihr hatte er einen Sohn und Erben namens George Douglas.

## Politischer Werdegang
Er war seit ca. 1702 Abgeordneter im schottischen Parlament. Er verhielt sich neutral gegenüber den Bemühungen von James Douglas-Hamilton, 4. Duke of Hamilton die Union zwischen den Königreichen England und Schottland zu verhindern und stimmte 1707 für den Act of Union. In Anerkennung seiner Treue wurde er 1707 zum Knight Bachelor geschlagen und als einer ersten schottischen Abgeordneten ins neue britische House of Commons delegiert. Bei der ersten gesamtbritischen Parlamentswahl wurde er 1708 ohne Gegenstimme als Vertreter des neu geschaffenen Wahlkreises Orkney and Shetland ins House of Commons gewählt. Im britischen Parlament ist von ihm keine einzige Rede dokumentiert und es ist zweifelhaft ob er, auch vor dem Hintergrund der hohen Reisekosten zum Parlament in Westminster, in dieser Wahlperiode jemals an einer Parlamentssitzung teilnahm. Lediglich in einer Abstimmungsliste zur Amtsenthebung von Henry Sacheverell ist er verzeichnet.
Vermutlich dank der Fürsprache seines Gönners und entfernten Verwandten, James Douglas, 11. Earl of Morton, erhielt er 1710 das wirtschaftlich einträgliche Amt des Kämmerers der Besitztümer der aufgelösten Diözese Orkney. Obschon es Verstimmungen aufgrund seiner Nähe zum Earl of Morton, der Besitzansprüche auf die Orkneyinseln hegte, gab, wurde Douglas bei der Parlamentswahl 1710 für eine weitere Amtszeit gewählt. Um dem verhältnismäßig unvermögenden Douglas die Anwesenheit im Unterhaus finanziell zu ermöglichen, wurde ihm Kompensationszahlungen in Aussicht gestellt. Zur Auszahlung kam es jedoch nicht und Douglas blieb mehreren wichtigen Abstimmungen fern. Zu den Unterhauswahlen 1713 trat er nicht mehr an. Er unterstützte stattdessen die Wahl von Hon. George Douglas, ein Neffe des 11. Earl of Morton und späterer 13. Earl.